# Pelecanoides garnotii
Pelecanoides garnotii е вид птица от семейство Pelecanoididae. Видът е застрашен от изчезване.

## Разпространение
Видът е разпространен в Перу и Чили.